# 相模原協同病院
神奈川県厚生農業協同組合連合会相模原協同病院（かながわけんこうせいのうぎょうきょうどうくみあいれんごうかいさがみはらきょうどうびょういん）は、相模原市緑区にある病院である。

## 概要

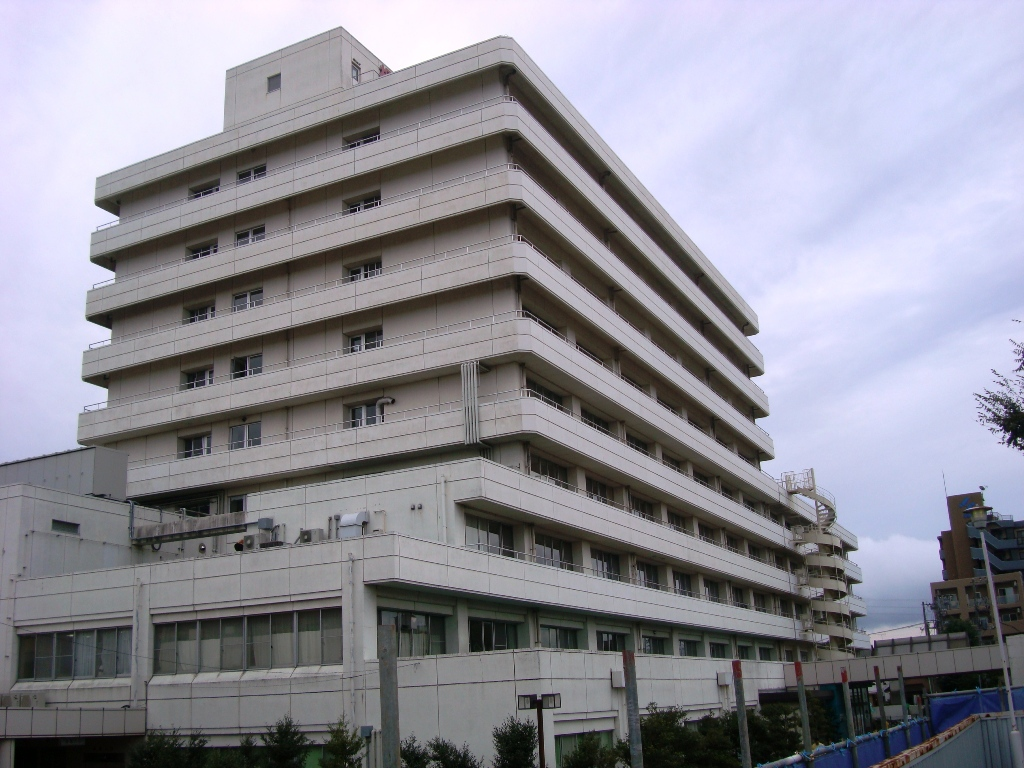
2020年まで使用された旧病院

JA（農業協同組合）グループの組織である神奈川県厚生農業協同組合連合会（JA神奈川県厚生連）が運営している病院であり、太平洋戦争末期の1944年（昭和19年）8月、この地域の無医村解消を目的にに開設された。
その後、神奈川県県北2次医療圏の中核病院として地域医療支援病院となったほか、臨床研修指定病院にも指定された。さらに、2006年（平成18年）8月には、がん診療連携拠点病院として承認を受けている。また、災害拠点病院などにも指定されている。
これまでは橋本駅近く（相模原市緑区橋本）に病院が存在したが、患者数増加に伴って施設の拡充が必要となったことから、2012年度末で廃止された職業能力開発総合大学校相模原キャンパス（同区橋本台）の跡地に新病院を建設して2021年（令和3年）1月に全面移転し、移転後は一般病床が縮小された（移転前の一般病床数は431床）
橋本駅近くの旧病院について、相模原市は新型コロナウイルスの中等症の患者を受け入れる「新型コロナウイルス専門病院」として活用することを発表し、2021年度まで使用された。

## 沿革
- 1945年（昭和20年）8月1日 - 神奈川県農業会相模原病院として開院。
- 1949年（昭和24年） - 病院運営が神奈川県厚生農業協同組合連合会（JA神奈川県厚生連）に移管､ 神奈川県厚生連協同病院と改称する。
- 1968年（昭和43年） - 神奈川県厚生農業協同組合連合会相模原協同病院と改称､ 本所業務開始。
- 1994年（平成6年） - 厚木市に 「健康管理センター」開設。
- 1996年（平成8年） - JA看護ステーションさがみはら・いせはら開設。
- 2021年（令和3年）
  - 1月1日 - 橋本台の新病院に移転（外来診療は1月4日開始）[3]。
  - 2月24日 - 新型コロナウイルス専用病院として旧病院を再活用[2]。
- 2022年（令和4年）5月 - 旧病院の解体工事を開始[4]。

## 診療科
- 循環器センター
  - 循環器内科
  - 心臓血管外科
- 消化器病センター
  - 消化器内科
  - 消化器外科・外科
  - 乳腺外科
- 脳卒中センター
- 血液浄化センター
  - 腎臓内科
- 総合診療センター
  - 総合診療科
- 救急センター
  - 救急科
- 呼吸器病センター
  - 呼吸器内科
  - 呼吸器外科
- 周産母子センター
  - 産婦人科
  - 小児科
- 整形外科総合診療センター
  - 整形外科
- 糖尿病・代謝内分泌内科
- 血液内科
- 緩和ケア科
- 形成外科
- 皮膚科
- 泌尿器科
- 眼科
- 耳鼻咽喉科
- 歯科口腔外科
- 麻酔科
- 放射線科
  - 放射線診断科
  - 放射線治療科
- 検査科
  - 臨床検査科
  - 病理診断科
- リハビリテーション科
- 精神科

## 医療機関の指定等
- 神奈川県災害医療拠点病院
- がん診療連携拠点病院
- 地域医療支援病院
- 臨床研修指定病院（管理型）
- 救急告示医療機関
- 病院群輪番制病院
- 第二種感染症指定医療機関（県知事指定医療機関：症例「ジフテリア」や「SARS」等）
- 日本医療機能評価機構認定基準認定

## 交通アクセス
- JR東日本横浜線・相模線・京王相模原線橋本駅南口より相模原協同病院行きバスで約10分。